# Niquero
Niquero – miasto na Kubie, w prowincji Granma. W 2004 r. miasto to zamieszkiwało 41 252 osób.